# Düwag P
Düwag P – seria wagonów kolei miejskiej eksploatowana we Frankfurcie nad Menem, Gaziantepie i konurbacji górnośląskiej, produkowana przez zakłady Düwag w latach 1972–1973. Modernizacjami tej serii są wersje Pt i Ptb, natomiast Ptm to zmodernizowany wariant obu wersji eksploatowany przez Tramwaje Śląskie. Jego dwuczłonową wersją jest Typ U2.

## Eksploatacja

### Gaziantep
Po przystąpieniu do budowy sieci tramwajowej w Gaziantepie potrzebne były tramwaje do obsługi nowej sieci tramwajowej. W 2009 roku zakupiono osiemnaście wycofanych wozów serii Pt z Frankfurtu nad Menem w tym również powypadkowe wozy o numerach 669 i 670, które wkrótce zezłomowano przeznaczając na części zamienne. Eksploatację rozpoczęto 1 marca 2011 roku po oddaniu do użytku odcinka Gaziantep Gar – Burç Kavşağı.
W latach 2012–2013 zakupiono kolejną partię wozów Pt i Ptb z Frankfurtu nad Menem w liczbie jedenastu egzemplarzy Ogółem zakupiono 29 wozów typu Pt i Ptb, ale tylko 25 wprowadzono do regularnej eksploatacji. Pozostałe przeznaczono na części zamienne.

### Tramwaje Śląskie
W związku z planowanymi remontami metropolitalnej sieci tramwajowej, które uniemożliwiały wykorzystanie tramwajów jednokierunkowych na poszczególnych odcinkach spowodowały pilną konieczność zakupu tramwajów dwukierunkowych. W tym celu w 2010 roku Tramwaje Śląskie podjęły decyzję o zakupie dziesięciu używanych tramwajów typu Pt z Frankfurtu nad Menem, których koszt wyniósł 4,3 mln złotych.
Eksploatację pierwszego wagonu tego typu na Śląsku rozpoczęto 4 listopada 2010. W 2012 roku Tramwaje Śląskie zakupiły pięć kolejnych tramwajów, ale typu Ptb będące rocznikowo 1973, których dostawy nastąpiły na początku 2013 roku. Wszystkie jednostki typu Pt przydzielono do zajezdni w Będzin i Gliwice.
W latach 2015–2016 jeden ze sprowadzonych tramwajów został zmodernizowany przez Zakład Usługowo Remontowy Tramwajów Śląskich. W ramach modernizacji tramwaj zyskał niskopodłogowy człon oraz stał się pojazdem jednokierunkowym. Na początku kwietnia 2017 tramwaj miał już dopuszczenie do ruchu i trwały jazdy próbne. Równolegle ogłoszono konkurs na imię dla zmodernizowanych tramwajów, w wyniku którego tramwaje otrzymały imię Wawrzek. 24 kwietnia tramwaj rozpoczął kursy z pasażerami, na początek skierowano go do obsługi linii nr 20 łączącej Katowice z Chorzowem. Ogółem w latach 2015–2021 przebudowano dziesięć tramwajów do wersji Ptm. Według stanu na dzień 1 marca 2024 roku tramwaje typu Ptm przydzielone są po pięć sztuk do zajezdni w Będzinie i Gliwicach.
Wraz z dostawami nowych dwukierunkowych tramwajów typu MF16AC BD w 2015 roku oraz MF11AC BD na przełomie roku 2020/2021 z rodziny Moderus Beta, pojazdy serii Pt i Ptb zaczęły być przez nie wypierane z ruchu liniowego do rezerwy. Dodatkowo 8 lutego 2024 roku w godzinach porannych pojazd o numerze 912 uległ poważnemu uszkodzeniu na skutek pożaru na ulicy Niedurnego w Rudzie Śląskiej, prawdopodobnie na skutek zwarcia instalacji elektrycznej. Aktualnie pozostałe pojazdy Pt8 zostały wycofane z eksploatacji. Ostatnie czynne Pt8 były przydzielone do zajezdni w Gliwicach.

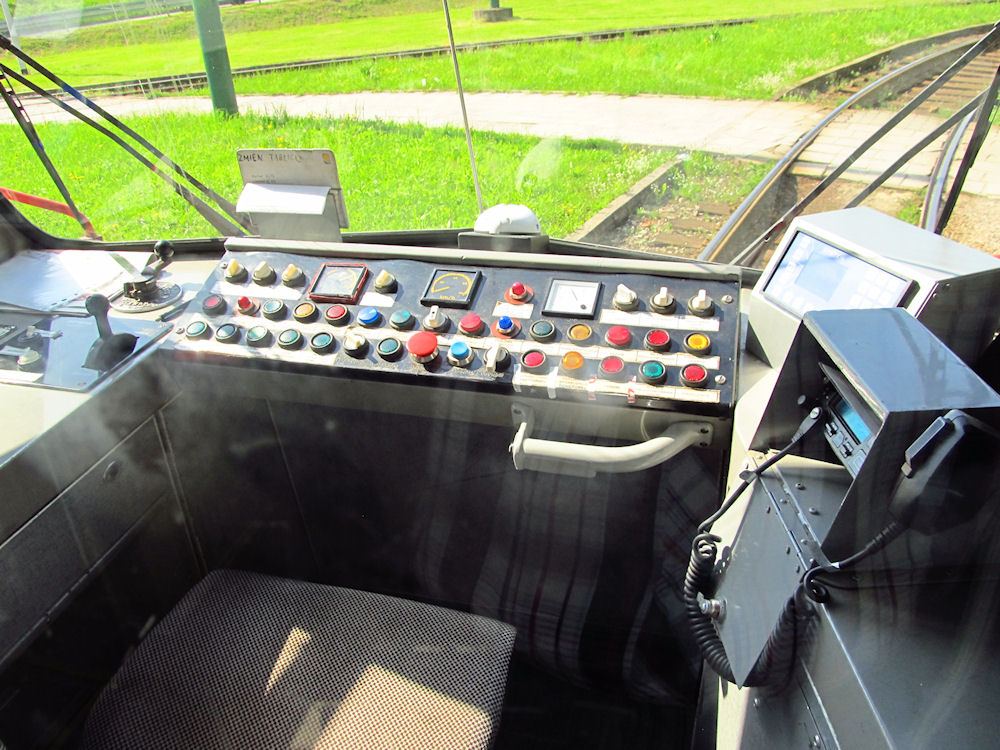
Pulpit motorniczego
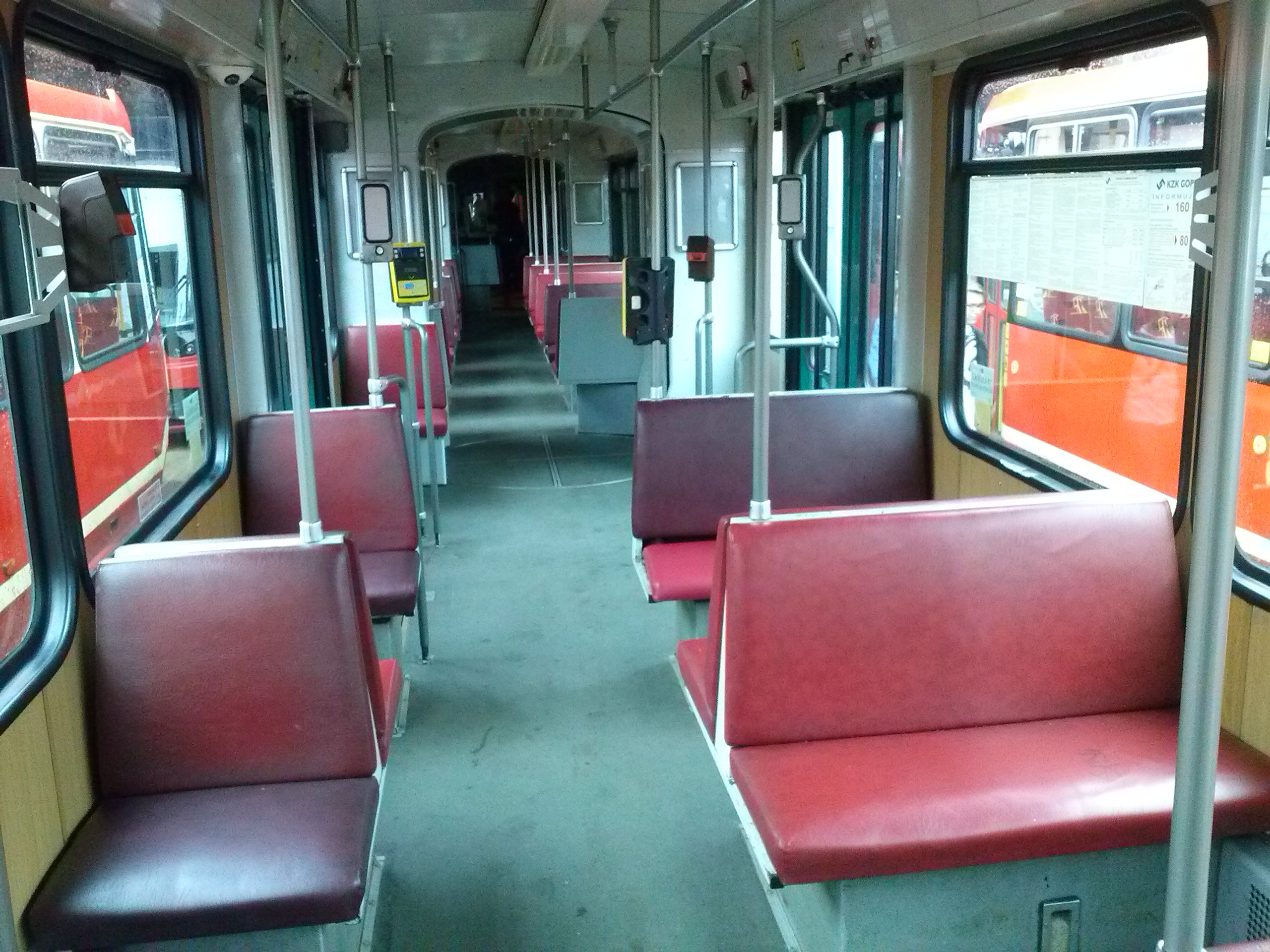
Wnętrze przed modernizacją
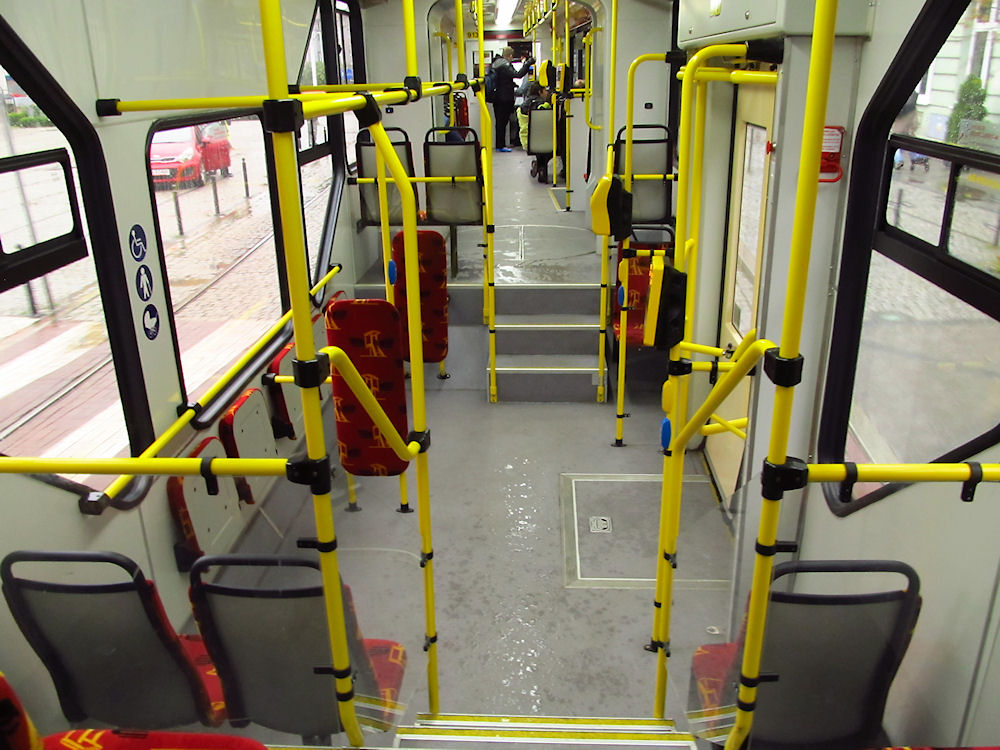
Wnętrze zmodernizowanego Düwaga Pt
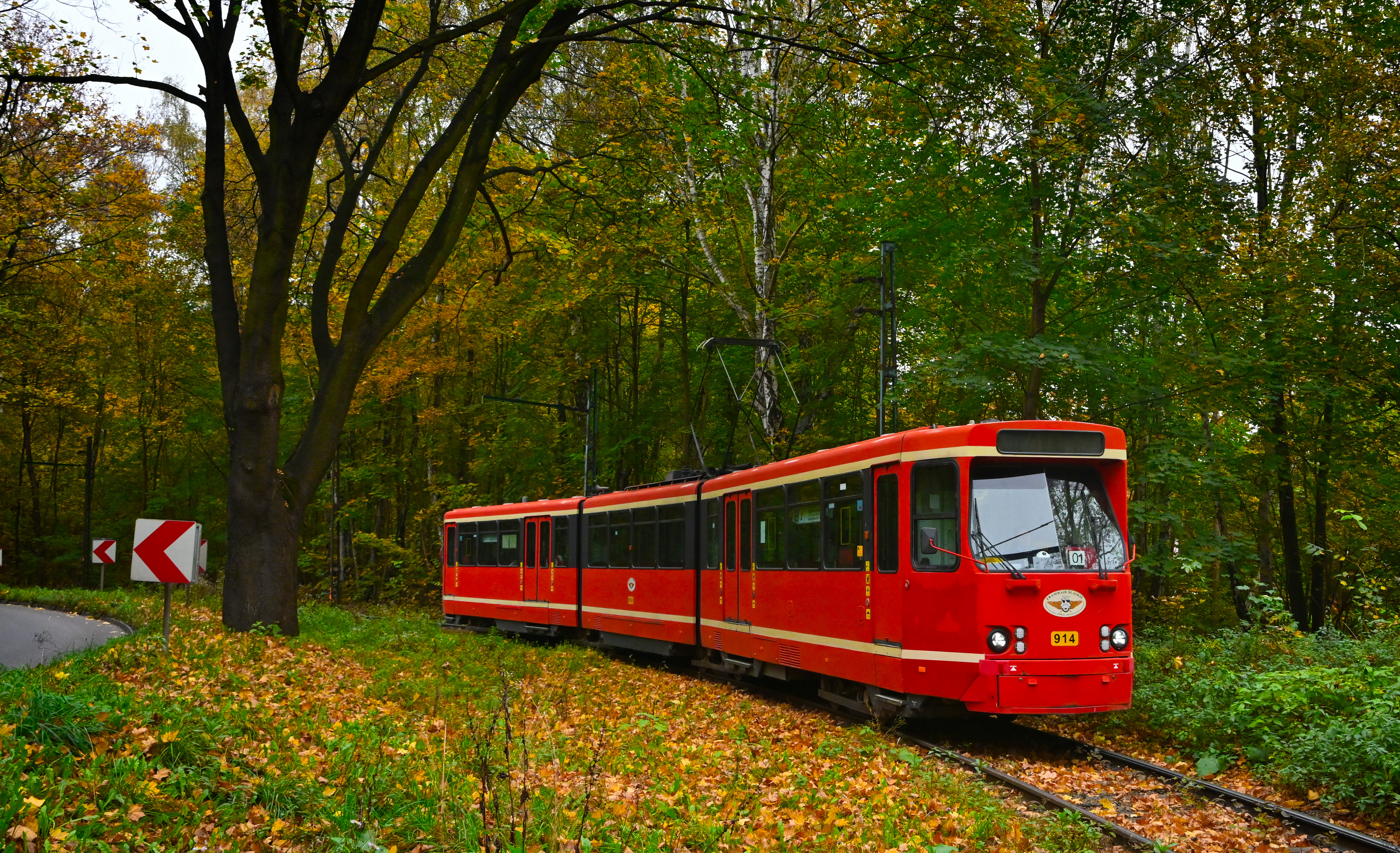
Niezmodernizowany Düwag Pt8
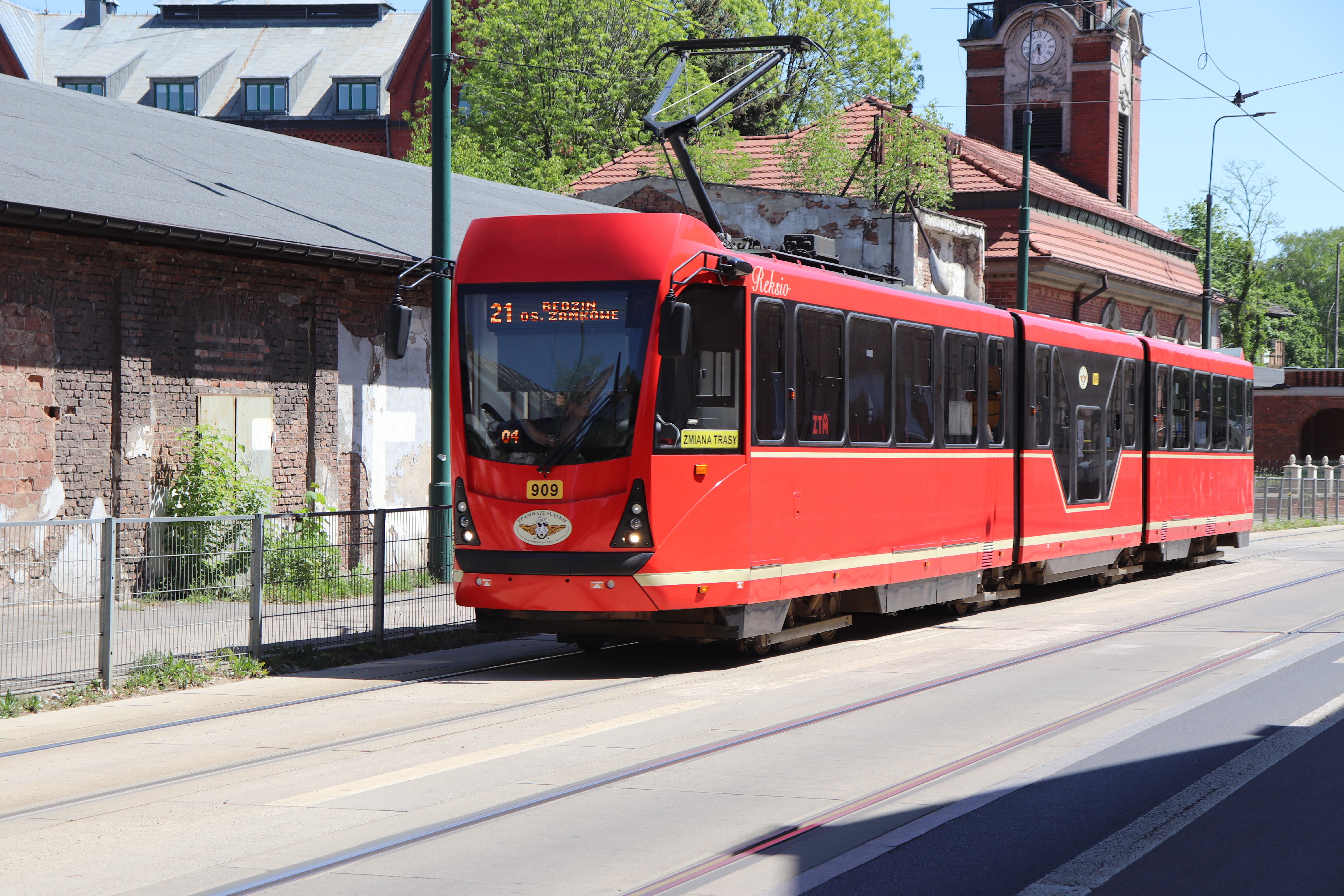
Zmodernizowany Düwag do wersji Ptm